# Михайло Борохович
Борохо́вич Миха́йло Андрі́йович (пом. 13 жовтня 1704) — український військовий та державний діяч доби Гетьманщини, дипломат, гадяцький полковий Обозний (1672—1687), полковник Гадяцького полку (1687—1704), лютенський сотник (1671), наказний гетьман українського війська під час Північної війни (1701).

## Біографія
Походив з вихрещеного юдейського роду Бороховичів, який бере свій початок від Андрія Бороховича. Найдавнішу згадку про старшинського діяча з таким прізвищем знаходимо в народній думі «Хмельницький та Барабаш», де згадується багато сподвижників Богдана Хмельницького, а дія відбувається на самому початку Визвольної війни (1648—1657 років).
Перші згадки про Михайла Бороховича сягають періоду обіймання ним посади сотника Лютенської сотні (1671). 1872 року призначається гадяцьким полковим Обозним і виконує обов'язки аж до 1687), коли призначається полковником Гадяцького полку.
В 1690 і 1696 роках отримав гетьманські універсали на с. Лютенька, с. Перевіз, с. Млини, с. Сакаловка (нині Соснівка).
Михайло Борохович 17 років за гетьмана Івана Мазепи очолював Гадяцький полк. 1687 гетьман належно оцінив його заслуги:
|  | «Видячи мы п. Михайла Бороховича старанность и в статечных поступках доско-налность, розумієм его на уряд полковничества гадяцкаго бути годного, сподиваючися по нем, же и в дальший час в тіх своих статечных поступках и годных войсковых працях, не будет отмінен». |

Полковнику доручалися всілякі відповідальні військові операції, і він не підводив свого керманича. У вересні—жовтні 1693 під його управлінням були два охотницькі полки — свій та Полтавський, з якими Борохович «для бережения від знамірених ворожих бусурманських находів» стояв біля Коломаку і стримував ординців від походу в глиб Гетьманщини. Гадяцький полк взяв участь у деяких боях з кримчанами у 1695, разом з полковником штурмував Азов, посилався на війну зі шведами в 1701—1704 у Прибалтику.
Гетьман на прохання гадяцького полковника 11 вересня 1695 передав його старшому сину «Максиму на завод его нового господарства… села Будищ и просюлка Трояновки, в уезді Лютенском будучих». Після смерті М. Бороховича у вересні — жовтні 1704 в оборонному універсалі за 10 листопада, виданому родині небіжчика, зазначалося, що померлий «найбарзій нам, гетманові, был зичлив». У зв'язку з цим:
|  | «яко за живота зийшлого в Богу небожчика пана Михайла Боруховича, полковника гадяцкого, ввесь дом его был откритий нашою гетманскою протекциею... так и тепер по смерти оного, тот же его дом и овдовілую его жену панію Елену Ивановну Михайлову Бороховичеву з синами, зятем и всіми им кревними беремо в особливую нашу гетьманскую оборону (...), заховуючи их при всяком межи людми в посідінях, почитаний и пошанованю и заступаючи од судов — полкового и инних, ибо хоч хто когда буде иміти до оних яким претенсии, то не повинен будет нихто до суду полкового или иного якого их потягати». |

Найбільш правдиві дані про родину Бороховича довідуємося із заповіту його вдови, який був написаний в 1724 році. У цьому заповіті вказано, що у сім'ї полковника було багато дітей. Деякі з них померли ще за життя Михайла Бороховича, їхніх імен полковниця, на жаль, не згадує. Інші, Максим, Федір, Іван, Феодосія і Марія, залишилися живі і після смерті батька. Згідно з заповітом, рід Бороховичів був досить заможним. Деякі маєтності дісталися Бороховичам в спадок, а інші були отримані «своими трудами». Сотенне містечко Лютенька з присілками, містечко Борки з присілком Загрунівкою, с. Будища з двома присілками, с. Тарасівка — були закріплені за Бороховичами царською грамотою. Ця грамота була схована у вівтарі Успенської церкви в Лютеньці, але пізніше викрадена звідти коли Полтава знаходилась в облозі шведами. Олена Борохович із доньками була тоді в Полтаві. Михайло Борохович залишив по собі досить значні грошові збереження:
|  | “Денегъ мы не дълили ни межъ сыновьями, ни межъ дочерями, потому что тъ деньги были у насъ спрятаны въ погребі, въ дворі лютенскомъ. А было тъхь денегъ въ одномъ суденці пять тысячей и чотириста червоныхъ золотыхъ; другое суденце насыпано было талярами битыми, въ 57 якое вмъщается четыре гарнца меду; третье суденце насыпано было копъйками сребрними старыми въ якомъ вмъщается меду семь или и больше гарнцовъ, того не упомню, только то знаю, что два человъка тое судно едва понести могли. Кромъ того два суденца насыпаны были разными деньгами: талярами, левами, полталярками, чвертками. А когда мужъ мой отъежалъ послъдний разъ въ походъ, въ Польшу, то приказалъ мнъ (и тую заповъдь клятвою – анаема утвердилъ), что если бы тамъ имълъ судомъ божимъ преставиться; то я должна била тъ денъги раздълить поровну межъ сыновьями и дочерями, говоря, что “одной руки равные пальцы”. А одну такую часть должна была я оставить себъ и на молитву; за душу мужа...” |

Михайло Борохович був у гарних стосунках із царем Петром І, який високо цінував його після Азовського походу. 
Похований у побудованій ним в 1686 році Успенській церкві села Лютенька.

## Сім'я
- Дружина: — Борохович Олена Іванівна.
- Син: Борохович Федір Михайлович, дружина(перша) — Савич Марія Семенівна, дочка генерального писаря, донька Тетяни Леонтіївни Полуботок(Мирович); дружина(друга) — Борохович Тетяна;
- Борохович Максим Михайлович — значний військовий товариш (1709), полковий обозний гадяцький, дружина — Борохович Тетяна Григорівна;
- Борохович Іван Михайлович, помер молодим.
- Дочка: — Борохович Марія Михайлівна, чоловік — Богаєвський Семен Леонтійович, бунчуковий товариш, їхній син — Олексій Семенович — перший осаул Гадяцького полку;
- Борохович Феодосія Михайлівна, чоловік — Рощаковський Захар (? — 1683—1732 — ран. 1747) — значний військовий товариш (1713—1724), бунчу- ковий товариш (1724—1732).
- Онуки: — Борохович Роман Федорович (? — ран. 1723) — значний військовий товариш (1709—1718). наказний полков- ник полтавський (1711), полковий осавул гадяцький. Бунчуковий товариш;

- Малороссийский Гербовник В. К. Лукомский, Санкт-Петербург, 1914. Бороховичі.
- Малороссийский родословник. Том 1 Модзалевский Вадим Львович Бороховичи
- Історія козацько-старшинського роду Бороховичів

## Вшанування пам'яті
У місті Гадяч вулицю Крупської перейменували на вулицю Бороховича.
У селі Лютенька вулицю Пушкіна перейменували на вулицю Михайла Бороховича.